# Уряд Кріструн Фростадоуттір
Уряд Кріструн Фростадоттір (ісл. Ráðuneyti Kristrúnar Frostadóttur) — сорок восьмий уряд Ісландії, який було сформовано та інавгуровано 21 грудня 2024 року, після позачергових парламентських виборів 2024 року. Уряд очолила 36-річна лідерка Соціал-демократичного альянсу Кріструн Фростадоттір.
Цей уряд є коаліційним урядом більшості, до складу якого входять Соціал-демократичний альянс, Партія реформ і Народна партія. Разом вони складають 36 із 63 місць в Альтинзі. Він складається з одинадцяти міністрів, по чотири від Соціал-демократичного альянсу та від Партії реформ і три від Народної партії.

## Склад
| Посада                                                  | Міністр                           | Початок терміну | Кінець терміну | Партія | Партія |
| ------------------------------------------------------- | --------------------------------- | --------------- | -------------- | ------ | ------ |
| Прем'єр-міністерка                                      | Кріструн Фростадоттір             | 21 грудня 2024  | чинна          |        | С      |
| Міністерка закордонних справ                            | Торгердюр Катрін Гуннарсдоттір    | 21 грудня 2024  | чинна          |        | Ц      |
| Міністерка соціальних справ та житлового будівництва    | Інга Сайланд                      | 21 грудня 2024  | чинна          |        | Ф      |
| Міністр фінансів та економіки                           | Даді Маур Крістоуферссон          | 21 грудня 2024  | чинний         |        | Ц      |
| Міністр транспорту та місцевого самоврядування          | Ейоулфюр Аурманнссон              | 21 грудня 2024  | чинний         |        | Ф      |
| Міністр навколишнього середовища, енергетики та клімату | Йоганн Паулль Йоганнссон          | 21 грудня 2024  | чинний         |        | С      |
| Міністр культури, інновацій та університетів            | Логі Мар Ейнарссон                | 21 грудня 2024  | чинний         |        | С      |
| Міністр освіти та у справах дітей                       | Аустільдур Лоуа Тоурсдоттір       | 21 грудня 2024  | чинна          |        | Ф      |
| Міністерка охорони здоров'я                             | Альма Мьоллер                     | 21 грудня 2024  | чинна          |        | С      |
| Міністерка юстиції                                      | Торбйорг Сігрідюр Гуннлаугсдоттір | 21 грудня 2024  | чинна          |        | Ц      |
| Міністерка промисловості                                | Ганна Крістін Фрідрікссон         | 21 грудня 2024  | чинна          |        | Ц      |